# Holger Schönthier
Holger Schönthier (* 16. Mai 1969 in Ebingen) ist ein ehemaliger deutscher Biathlet, der am 23. Mai 2002 die österreichische Staatsbürgerschaft annahm und danach für Österreich startete.

## Werdegang
Schönthier begann 1984 mit dem Biathlonsport und war seit 1986 Mitglied der deutschen Nationalmannschaft, ab 2002 der österreichischen Nationalmannschaft. Von 1986 bis 1998 war er Angehöriger der Sportfördergruppe der Bundeswehr in Bischofswiesen. 1989 gewann er mit der Staffel die Vizeweltmeisterschaft bei den Junioren in norwegischen Voss. In der folgenden Saison 1989/90 gab Schönthier sein Debüt im Biathlon-Weltcup. Insgesamt konnte er sich bei seinen Weltcupeinsätzen fünfmal in den Punkten platzieren. Seine beste Weltcup-Saison war 1992/93. Außer einigen Platzierungen in den Punkten feierte er mit der Staffel Deutschland II in Pokljuka seinen einzigen Weltcupsieg. Aufgrund der großen Konkurrenz im deutschen Team und Differenzen mit Trainern und Offiziellen konnte sich Schönthier jedoch nicht dauerhaft für die Weltcup-Mannschaft Deutschlands qualifizieren. Auch wenn er in der Saison 1996/97 noch zweimal in die Punkteränge laufen konnte, blieb es seine letzte Weltcupsaison für Deutschland. Erst in der Saison 2002/03 startete er für Österreich wieder im Weltcup, konnte sich aber nicht in den Punkterängen platzieren und beendete nach der Saison seine Laufbahn.
Seine eigentlichen Erfolge feierte Schönthier im Biathlon-Europacup. In der Saison 1988/89 gewann er die Gesamtwertung. Dreimal konnte er sich den zweiten Platz der Gesamtwertung sichern, zuerst 1991/92 hinter Alois Reiter, dann 1993/94 hinter René Cattarinussi und noch einmal in der Saison 1996/97 hinter Ulf Karkoschka.
Er konnte zahlreiche Rennen im Europacup gewinnen. In seiner Abschluss-Saison 2002/03 gelangen ihm noch einmal drei Siege und ein zweiter Platz für Österreich.
Schönthier wurde in der Saison 1993/94 in Kontiolahti Europameister im Sprint. 1994/95 in Le Grand-Bornand erreichte er den dritten Platz bei den Europameisterschaften im Einzel und 1996/97 in Windischgarsten konnte er den Europameistertitel in der Staffel gemeinsam mit Ulf Karkoschka, Lars Kreuzer und Marco Morgenstern gewinnen. Neben diesen internationalen Erfolgen war er sechsmal deutscher Meister und zweimal österreichischer Staatsmeister.
Zum Ende der Saison 2003 musste er nach Fersenoperationen an beiden Füßen seine Karriere beenden und begann eine Ausbildung zum Heilpraktiker und Sportheilpraktiker. 2007 eröffnete er seine eigene Praxis in Bad Reichenhall. Holger Schönthier ist seit 1992 verheiratet und hat eine Tochter und einen Sohn.

## Biathlon-Weltcup-Platzierungen
Die Tabelle zeigt alle Platzierungen (je nach Austragungsjahr einschließlich Olympische Spiele und Weltmeisterschaften).
- 1.–3. Platz: Anzahl der Podiumsplatzierungen
- Top 10: Anzahl der Platzierungen unter den ersten zehn (einschließlich Podium)
- Punkteränge: Anzahl der Platzierungen innerhalb der Punkteränge (einschließlich Podium und Top 10)
- Starts: Anzahl gelaufener Rennen in der jeweiligen Disziplin

| Platzierung              | Einzel | Sprint | Verfolgung | Massenstart | Staffel | Gesamt |
| ------------------------ | ------ | ------ | ---------- | ----------- | ------- | ------ |
| 1. Platz                 |        |        |            |             | 1       | 1      |
| 2. Platz                 |        |        |            |             |         |        |
| 3. Platz                 |        |        |            |             |         |        |
| Top 10                   |        |        |            |             |         |        |
| Punkteränge              | 3      | 1      | 1          |             | 1       | 6      |
| Starts                   | 7      | 11     | 3          |             | 1       | 22     |
| Stand: nach Karriereende |        |        |            |             |         |        |